# Dörtel
Dörtel ist ein Wohnplatz auf der Gemarkung des Bad Mergentheimer Stadtteils Rot im Main-Tauber-Kreis im Nordosten Baden-Württembergs.

## Geographie
Der Weiler liegt in Luftlinie über 8 Kilometer südsüdöstlich der Stadtmitte von Bad Mergentheim in der oberen Talmulde des Wachbachs, der etwa zwei Kilometer zuvor bei Rot entspringt und in Bad Mergentheim in die Tauber mündet. Knapp zwei Kilometer wachbachabwärts folgt der gleichnamige Ort Wachbach. Etwa ein Kilometer südwestlich von Dörtel liegt Hachtel.

## Geschichte
Im Jahre 1221 wurde der Ort erstmals urkundlich als Törtal erwähnt.
Am 1. September 1973 wurde Rot (mit den zugehörigen Wohnplätzen Dörtel und Schönbühl) gemeinsam mit Herbsthausen in die Stadt Bad Mergentheim eingegliedert. Als am 1. Januar 1973 im Rahmen der baden-württembergischen Kreisreform der Landkreis Mergentheim aufgelöst wurde, gehörte Dörtel in der Folge zum neu gebildeten Tauberkreis, der am 1. Januar 1974 seinen heutigen Namen Main-Tauber-Kreis erhielt.